# Wspólnota administracyjna Grafrath
Wspólnota administracyjna Grafrath – wspólnota administracyjna (niem. Verwaltungsgemeinschaft) w Niemczech, w kraju związkowym Bawaria, w rejencji Górna Bawaria, w regionie Monachium, w powiecie Fürstenfeldbruck. Siedziba wspólnoty znajduje się w miejscowości Grafrath.
Wspólnota administracyjna zrzesza trzy gminy wiejskie (Gemeinde): 
- Grafrath, 3 602 mieszkańców, 14,43 km²
- Kottgeisering, 1 606 mieszkańców, 8,21 km²
- Schöngeising, 1 882 mieszkańców, 12,86 km²